# Annika Sörenstam
Annika Sörenstam (* 9. Oktober 1970 in Bro bei Stockholm) ist eine ehemalige schwedische Profigolferin.

## Kindheit und Amateurzeit
Annika Sörenstam wuchs im Ort Bro bei Stockholm auf. Ihr Vater Tom war ein pensionierter Manager bei IBM, ihre Mutter Gunilla Bankangestellte. Als Jugendliche war Sörenstam eine Nachwuchshoffnung des schwedischen Tennis: "Ich wollte werden wie Björn Borg." Zudem war sie eine talentierte Skifahrerin. Der schwedische Nationaltrainer empfahl der Familie einen Umzug in den Norden Schwedens, um ihr ein besseres Training zu ermöglichen. Außerdem spielte sie Fußball in ihrem Heimatverein Bro IK. Im Alter von 12 Jahren nahm ihre Leidenschaft fürs Golf ebenso wie bei ihrer Schwester Charlotta zu. Mit der jüngeren Schwester teilte sie sich anfangs den Schlägersatz, Charlotta erhielt die ungeraden, Annika die Eisen mit den geraden Zahlen.
Als Juniorin war sie sehr schüchtern. Das ging so weit, dass sie um die kurze Rede, die die Siegerin nach dem Turnier halten muss, zu vermeiden, mehr Putts als eigentlich nötig brauchte. Darauf ordneten die Trainer an, dass auch die Zweitplatzierten eine Rede halten musste, woraufhin Sörenstam beschloss, sie könne auch genau so gut gewinnen. Die Extra-Putts unterließ sie nun. Da keine der schwedischen Unis ein Golfteam besaß, schrieb sich Sörenstam 1990 an der University of Arizona in Tucson ein. Der Wechsel brachte ihre Karriere in Schwung. Eine Sprachbarriere gab es nicht, da die Familie Sörenstam in den 1980er Jahren bereits drei Jahre lang in London gelebt hatte. Sowohl das Klima, welches gute Trainingsmöglichkeiten bot, als auch kompetente Trainer förderten ihre Entwicklung. 1991 errang sie mit ihrem Team der Wildcats die NCAA-Championship und wurde College-Spielerin des Jahres. 1992 gewann sie in Vancouver mit dem schwedischen Team die Amateurweltmeisterschaft. Im selben Jahr qualifizierte sie sich erstmals für die US Open. Obwohl sie 24 Schläge mehr als die Siegerin Patty Sheehan benötigte, war sie überzeugt, Profi werden zu wollen.

## Sportliche Erfolge als Profi
Seit 1993 spielt sie auf der LPGA Tour (Ladies Professional Golfers Association). Im Jahre 2003 wurde Sörenstam in die World Golf Hall of Fame aufgenommen.
Ihre Erfolge und ihre Ausnahmestellung sind mit der Dominanz von Tiger Woods im Herrenbereich vergleichbar. Im Jahr 2003 startete sie als erste Frau seit knapp 50 Jahren bei einem Herren-PGA-TOUR-Turnier und erreichte dadurch eine große Popularität auch über die Grenzen des Golfsportes hinaus.
Sörenstam war zwischen 1994 und 2007 in allen acht in dieser Zeit ausgetragenen Solheim Cup Begegnungen im europäischen Team vertreten gewesen. 1995 wurde sie mit der Svenska-Dagbladet-Goldmedaille geehrt. 1995 und 2003 wurde Sörenstam mit dem Radiosportens Jerringpris ausgezeichnet.
In der 2006 neu eingeführten Weltrangliste der Frauen führte Annika Sörenstam, bis sie im April 2007 von der Mexikanerin Lorena Ochoa abgelöst wurde.
Sie gewann in ihrer Karriere zehn Major-Turniere und belegt damit den vierten Rang in der Bestenliste. Insgesamt erreichte sie 93 Turniersiege, davon 72 auf der LPGA Tour (Rang 3), damit ist sie eine der erfolgreichsten Spielerinnen im modernen Golf. 2002 gewann sie in einer Saison elf Turniere, diesen Rekord teilt sie mit Mickey Wright. Zudem ist Sörenstam die einzige Person in der Golfgeschichte, die ein Turnier fünfmal in Serie gewann, dies gelang ihr beim Mizuno Classic in Japan zwischen 2001 und 2005.

## Ankündigung des Rücktritts
Im Mai 2008 kündigte sie ihren Abschied als aktive Spielerin zum Ende des Jahres an. „Ich bin einfach müde von dem alltäglichen Trott. Es wird aber weiterhin eine Menge Golf in meinem Leben geben. Außerdem bietet diese Saison noch sieben Monate voller Turniere und mein Ziel ist es, so viele wie möglich davon zu gewinnen.“, begründete sie auf einer Pressekonferenz im Upper Mountclair CC von Clifton, New Jersey ihre Entscheidung. In Zukunft wird sie sich auf ihre Rolle als Turnierausrichterin, der Leitung der Golfakademie Annika's Academy of Golf & Fitness in ihrer Wahlheimat Orlando (Florida) sowie das Design von Golfplätzen konzentrieren.
In der Presse wurde ihr angekündigter Rücktritt auch mit ihrem Kinderwunsch in Verbindung gebracht. Im Januar 2009 heiratete sie ihren langjährigen Lebensgefährten Mike McGee. Sörenstams im Januar 1997 geschlossene erste Ehe mit David Esch wurde nach acht Jahren geschieden.

## LPGA Tour Siege
- 1995 (3) U.S. Women’s Open, GHP Heartland Classic, Samsung World Championship of Women’s Golf
- 1996 (3) U.S. Women’s Open, CoreStates Betsy King Classic, Samsung World Championship of Women’s Golf
- 1997 (6) Chrysler-Plymouth Tournament of Champions, Hawaiian Ladies Open, Longs Drugs Challenge, Michelob Light Classic, CoreStates Betsy King Classic, LPGA Tour Championship
- 1998 (4) Michelob Light Classic, ShopRite LPGA Classic, Big Apple Classic, Safeco Classic
- 1999 (2) Michelob Light Classic, New Albany Golf Classic
- 2000 (5) Welch's/Circle K Championship, Firstar LPGA Classic, Evian Masters, Jamie Farr Kroger Classic, Big Apple Classic
- 2001 (8) Welch's/Circle K Championship, Standard Register PING, Nabisco Championship, The Office Depot, Chick-fil-A Charity Championship, Canadian Women’s Open, World Ladies Match Play Championship, Mizuno Classic
- 2002 (11) LPGA Takefuji Classic, Kraft Nabisco Championship, Aerus Electrolux USA Championship, Kellogg-Keebler Classic, Evian Masters, ShopRite LPGA Classic, Williams Championship, Safeway Classic, Samsung World Championship, Mizuno Classic, ADT Championship
- 2003 (6) The Office Depot Championship, Kellogg-Keebler Classic, LPGA Championship, Women’s British Open, Safeway Classic, Mizuno Classic
- 2004 (8) Safeway International, Office Depot Championship, LPGA Corning Classic, LPGA Championship, John Q. Hammons Hotel Classic, Samsung World Championship, Mizuno Classic, ADT Championship
- 2005 (10) MasterCard Classic, Safeway International, Kraft Nabisco Championship, Chick-fil-A Charity Championship, ShopRite LPGA Classic, LPGA Championship, John Q. Hammons Hotel Classic, Samsung World Championship, Mizuno Classic, ADT Championship
- 2006 (3) MasterCard Classic, U.S. Women’s Open, StateFarm Classic
- 2008 (2) SBS Open at Turtle Bay, Michelob ULTRA Open at Kingsmill

## Sonstiges
Im Januar 2021 wurde sie, zeitgleich mit Gary Player, mit der Presidential Medal of Freedom ausgezeichnet.